# Mazurië

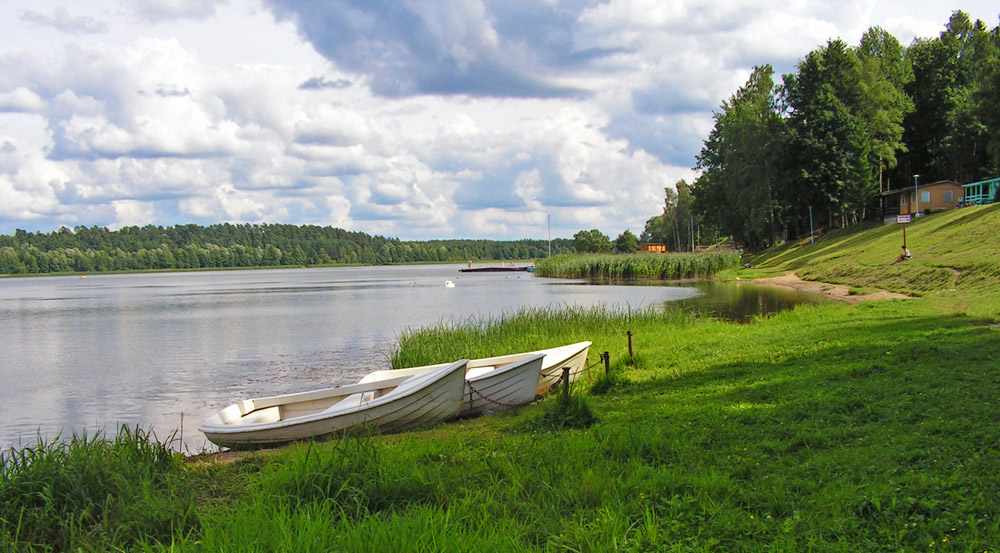
Gołdap

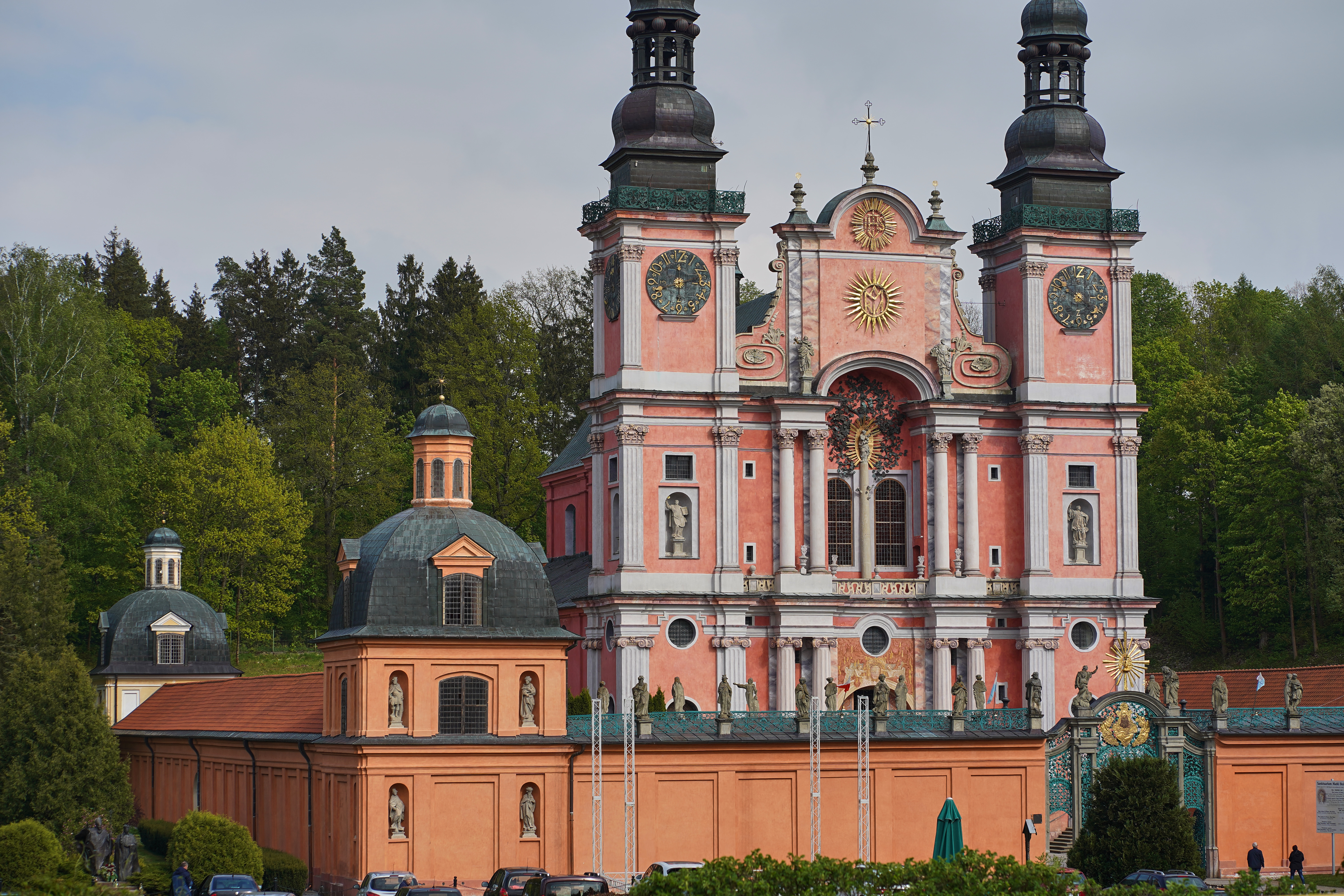
17e-eeuwse bedevaartskerk in Święta Lipka (oorspronkelijk Heiligelinde)

Mazurië of Mazoerië (Pools: Mazury, Duits: Masuren) is een historische regio die ooit deel uitmaakte van Oost-Pruisen maar nu in Noordoost-Polen ligt. De vele meren en bossen trekken veel toeristen, vooral zeilers en kajakkers.
Het Mazurisch Merenplateau (Mazurische Meervlakte), met meer dan 2000 meren, strekt zich over ongeveer 290 km uit, van de benedenloop van de rivier de Wisła (Weichsel) tot aan de Pools-Litouwse grens. Het grootste meer in het gebied is het Sniardwymeer, dat met 110 km² ook het grootste meer van Polen is. Het gebied staat bekend als het Kraina Tysiąca Jezior (Pools) of Land der Tausend Seen (Duits), het "Land der Duizend Meren".
Belangrijke steden in Mazurië zijn Ełk (Duits: Lyck), Iława (Deutsch Eylau), Kętrzyn (Rastenburg), Mrągowo (Sensburg), Ostróda (Osterode) en Szczytno (Ortelsburg).

## Geschiedenis
Mazoerië werd oorspronkelijk bevolkt door de Oude Pruisen. In de 13e eeuw werd het gebied veroverd en gekerstend door de geestelijke ridders van de Duitse Orde. Het bleef een dunbevolkt gebied dat niet werd ontwikkeld maar als grensbarrière met uitgebreide bossen en meren (de Wildnis) een strategische functie kreeg tegenover Polen. Omdat kolonisten uit de herkomstgebieden van de Orde in het noordwesten van Duitsland steeds schaarser werden, werd de streek bevolkt door Poolse boeren die voornamelijk uit het naburige Mazovië kwamen.
In 1525 had de Duitse Orde zich geseculariseerd en waren de ridders tot het lutheranisme overgegaan. Zij vormden daarna de Pruisische landadel. De laatste grootmeester van de Duitse Orde werd hertog van wat later het Hertogdom Pruisen werd.
Nadat de oorspronkelijke taal van de Pruzzen was uitgestorven, werden in de 17e eeuw het Duits en als gesproken taal Nederduitse dialecten en als schrijftaal Hoogduits de taal van dit hertogdom. Maar op het Mazoerische platteland bleef Mazoerisch, een Pools dialect, tot in de 19de eeuw de belangrijkste voertaal. De lutherse kerk gebruikte die taal in haar zielzorg. Omdat de meeste Mazoeriërs de lutherse reformatie waren toegedaan, werd zodoende de afstand tot de als katholiek ervaren Poolse cultuurtaal groter.
In 1656 werd de streek verwoest door invallende Tataren, die in twee weken een derde van de bevolking uitmoordden en vele steden plunderden en platbrandden. Bij hun terugtocht namen zij duizenden Mazoeriërs mee naar Rusland. In de periode 1708-1711 stierf de helft van de bevolking aan de pest. De bevolking, vooral in het oostelijke helft van Oost-Pruisen, maar ook hier en daar in Mazoerië, werd vervolgens aangevuld met protestantse geloofsvluchtelingen uit Polen-Litouwen, Salzburg, Frankrijk (hugenoten) en Rusland. Ook Duitsers, Fransen, Nederlanders, Schotten en Vlamingen trokken in de 16e en 17e eeuw naar Oost-Pruisen en ook naar sommige Mazoerische steden, overigens niet naar het dunbevolkte Mazoerische platteland.
De invoering van verplicht onderwijs in de tweede helft van de 19e eeuw diende ook de germanisering. De Pruisische staat zag het als haar taak om de bevolking de taal van de staat, het Hoogduits, bij te brengen. Het Mazoerische Pools werd op school verboden en de Mazoerische preken in de kerk namen dientengevolge in een snel tempo af. Dit proces had tot gevolg dat het aantal dat zich bij de volkstellingen als Pools- of Mazoerisch-sprekend opgaf tussen 1860 en 1910 afnam van ca. twee derde tot een derde van de bevolking. Tweetaligen meegerekend zal het hoger hebben gelegen maar de nationale Duitsgezindheid bracht velen ertoe in die tellingen van die gezindheid te getuigen door alleen het Duits als hun taal te vermelden.

### 20e eeuw
In 1914, tijdens de Eerste Wereldoorlog, werd een belangrijke veldslag tussen de Duitsers en de Russen uitgevochten in Mazoerië in de Slag bij Tannenberg. De Russische legers werden verslagen en moesten het gebied weer verlaten ten koste van grote verliezen, maar niet nadat zij eerst het oosten en zuiden van Oost-Pruisen enige tijd bezet en verwoest hadden. Tienduizenden bewoners waren het gebied toen ontvlucht maar kwamen later weer terug. De verwoeste steden werden al tijdens de oorlog heropgebouwd in een voor die tijd moderne stijl en met hulp van grotere steden in overig Duitsland. De stadscentra, voor zover niet opnieuw verwoest in 1945, getuigen nog steeds van een Duitse 'jaren-twintig' architectuur.
Na de Eerste Wereldoorlog vond op last van de Geallieerden op 11 juni 1920 een volksraadpleging plaats waarbij de inwoners van de twee zuidelijkste districten van Oost-Pruisen (Marienwerder en Allenstein) konden kiezen om zich bij het nieuw opgerichte Polen aan te sluiten of bij de provincie Oost-Pruisen van het Duitse Rijk te blijven. Polen protesteerde omdat het Mazoerië onbetwistbaar als Pools beschouwde, en omdat het bang was dat de Mazoeriërs voor Duitsland zouden kiezen. Een felle propagandastrijd ontspon zich waarin ter intimidatie gewelddaden gepleegd werden. In Mazoerië (Allenstein) koos 98% van de kiezers (86% van de kiesgerechtigden waren opgekomen) voor blijvende aansluiting bij het Duitse Rijk en dat laat zien dat in politiek bewustzijn de Mazoerische bevolking, al sprak zij voor een aanzienlijk deel een Pools dialect, inmiddels Duits was geworden.
Van 1933 tot 1945 was het gebruik van het Mazoerisch in het openbaar verboden en voerden de nazi's een optisch verduitsingsbeleid. Hierbij werden in 1938 ca. duizend plaatsnamen met Poolse taalwortels vervangen door Duitse namen. Tijdens de Tweede Wereldoorlog had Adolf Hitler zijn militair hoofdkwartier Wolfsschanze in Görlitz (nu: Gierłoż), nabij Rastenburg (nu: Kętrzyn) aan de noordelijke rand van Mazoerië. Hier werd op 20 juli 1944 een mislukte bomaanslag op Hitler gepleegd. In december daarop trokken Sovjet-legers het gebied binnen dat zij verwoestten in hun voorbereiding tot het Wisła-Oderoffensief in januari en februari 1945. De bevolking vluchtte voor een groot deel westwaarts, maar pas toen de nazi-autoriteiten die dat eerst verboden, zelf waren vertrokken.
Na de oorlog werd het openbare gezag in het gebied vanaf februari 1945 overgedragen aan de Poolse autoriteiten, die de Duitstalige bevolking, voor zover ze al niet was gevlucht, uitwees. Alleen wie in staat was Pools of Mazoerisch te spreken mocht blijven (zie Verdrijving van Duitsers na de Tweede Wereldoorlog). Dat gold voorlopig tussen de 150.000 en 200.000 Mazoeriërs. Degenen die moesten verdwijnen, werden vervangen door Polen en Oekraïners, vooral afkomstig uit door de Sovjet-Unie geannexeerde gebieden. Onder het communistische regime werd de lutherse Mazoerische bevolking onderdrukt. De kleine minderheid van katholieke Mazoeriërs paste zich zonder veel bezwaar aan de poloniseringspolitiek aan. De lutheranen kregen ten gunste van de rooms-katholieken nauwelijks ruimte om hun geloof vrij te belijden, moesten hun kerken delen met de (nieuwe) katholieke parochie ter plaatse en het beheer van het gebouw aan de katholieke geestelijkheid overlaten. Voorts moesten ze afzien van gebruik van de Duitse taal, die zij gewend waren in geschreven vorm en in hun (lutherse) liedcultuur te gebruiken.
In de jaren 1950 kreeg een aantal Mazoeriërs de vrijheid om opnieuw de Duitse nationaliteit te kiezen en op grond daarvan te emigreren naar West-Duitsland. Meer dan 100.000 Mazoeriërs verlieten het gebied en in later jaren volgden nog velen. Zij gingen degenen achterna die in de tweede helft van de 19de eeuw naar de industriegebieden in het westen trokken omdat in Mazurië te weinig werkgelegenheid was. Minstens één op de drie Mazuriërs woonde toen in vooral het Roergebied (de zogenaamde Ruhrmasuren). Sindsdien wonen de meeste oorspronkelijke Mazuren in Duitsland.
Er bleven nog zo'n 5.000 lutherse Mazoeriërs in het gebied over. Het aantal katholieke Mazoeriërs, die vrijwel niet aan de emigratie hebben deelgenomen, is vermoedelijk aanzienlijk groter. De protestantse kerken van de oorspronkelijke Mazoeriërs zijn nu, op een handvol na, exclusief in gebruik als rooms-katholieke kerken voor de huidige Poolse bevolking, die zichzelf voor folkloristische doeleinden als Mazoeriërs aanduidt.
Mazoerië werd in 1945 een administratieve regio (woiwodschap) van Polen. In 1999 werd de regio samengevoegd met Ermland tot de huidige regio Ermland-Mazurië.

## Mazoerië in literatuur
Naoorlogse auteurs afkomstig uit Mazoerië, die het leven in Mazoerië als thema in hun werk gebruikten en laten voortleven, zijn Hans Hellmut Kirst en Siegfried Lenz. Johannes Bobrowski, niet ver van Mazoerië afkomstig, gebruikte eveneens de uniformerende en concurrerende dwang van nationale staten op regionale identiteiten als thema. De Mazoeriërs zijn een voorbeeld van het dilemma dat daaruit voortvloeit en leidde tot de noodzaak om de geboortegrond te verlaten. Zie Verdrijving van Duitsers na de Tweede Wereldoorlog.

## Belangrijkste steden en dorpen
- Biała Piska
- Działdowo
- Ełk
- Giżycko
- Gołdap
- Kętrzyn
- Korsze
- Mikołajki
- Mrągowo
- Nidzica
- Olecko
- Olsztynek
- Orzysz
- Ostróda
- Pasym
- Pisz
- Ruciane-Nida
- Ryn
- Szczytno
- Węgorzewo
- Wielbark

## Afbeeldingen

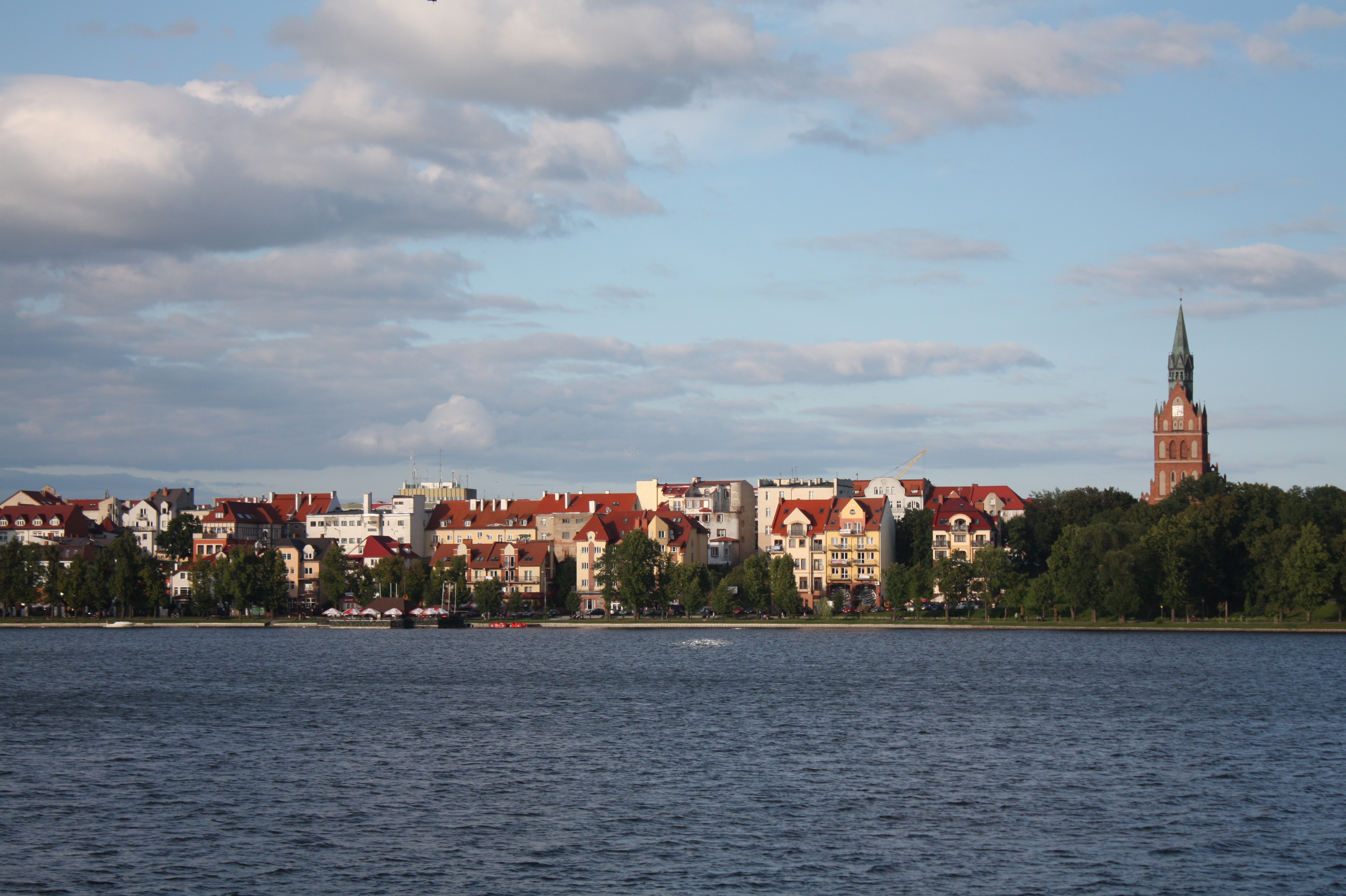
Ełk
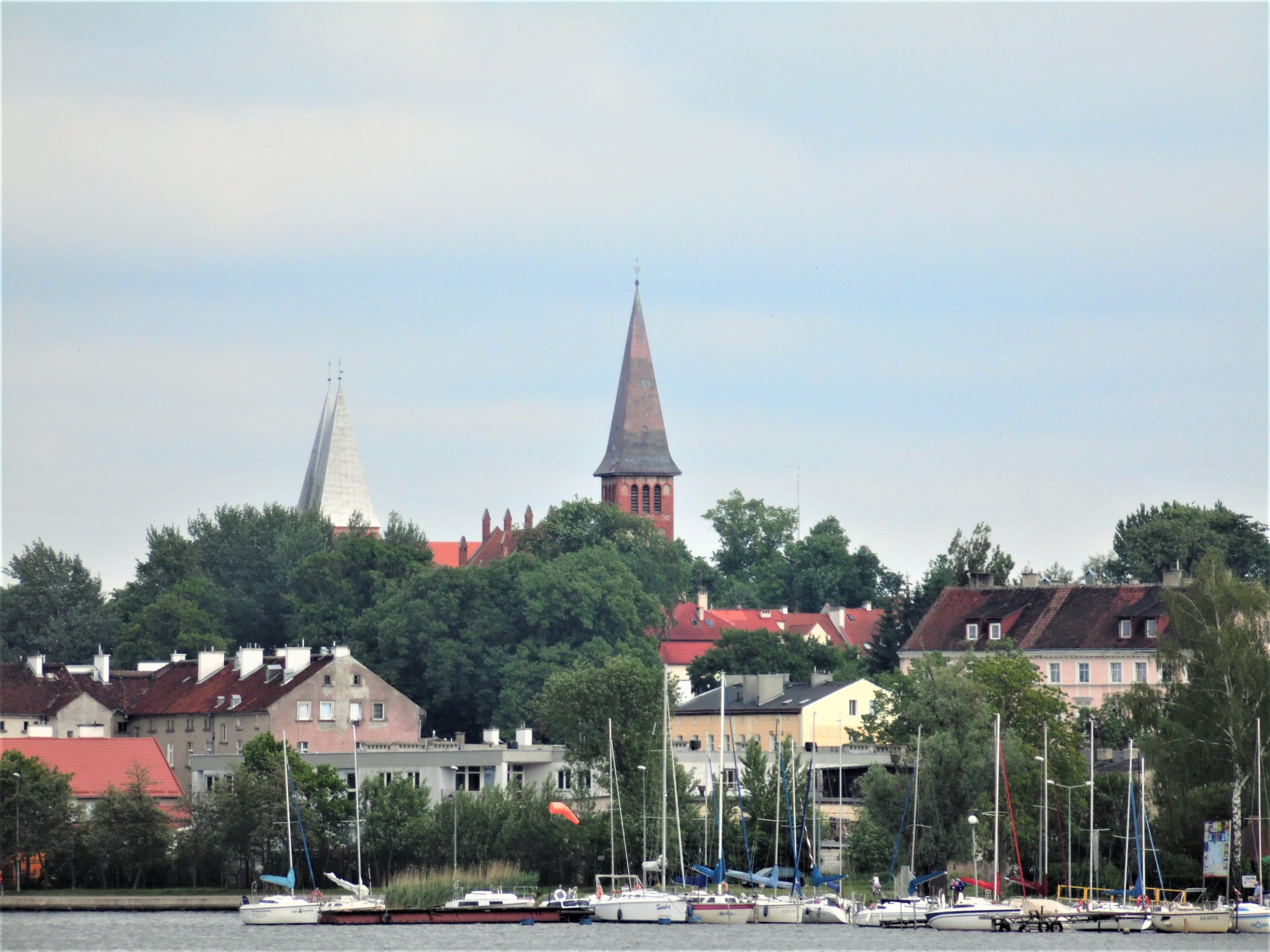
Ostróda
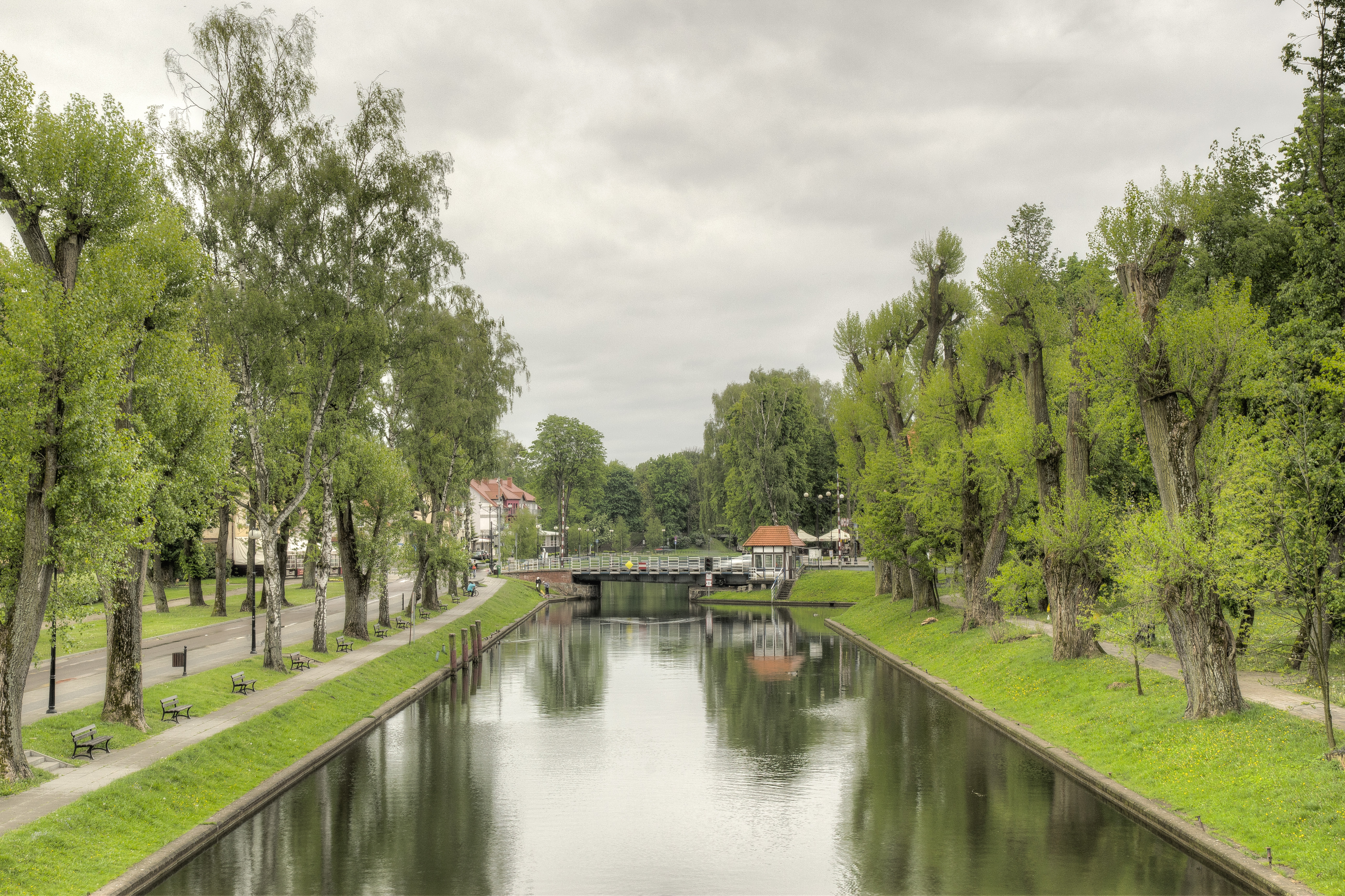
Giżycko
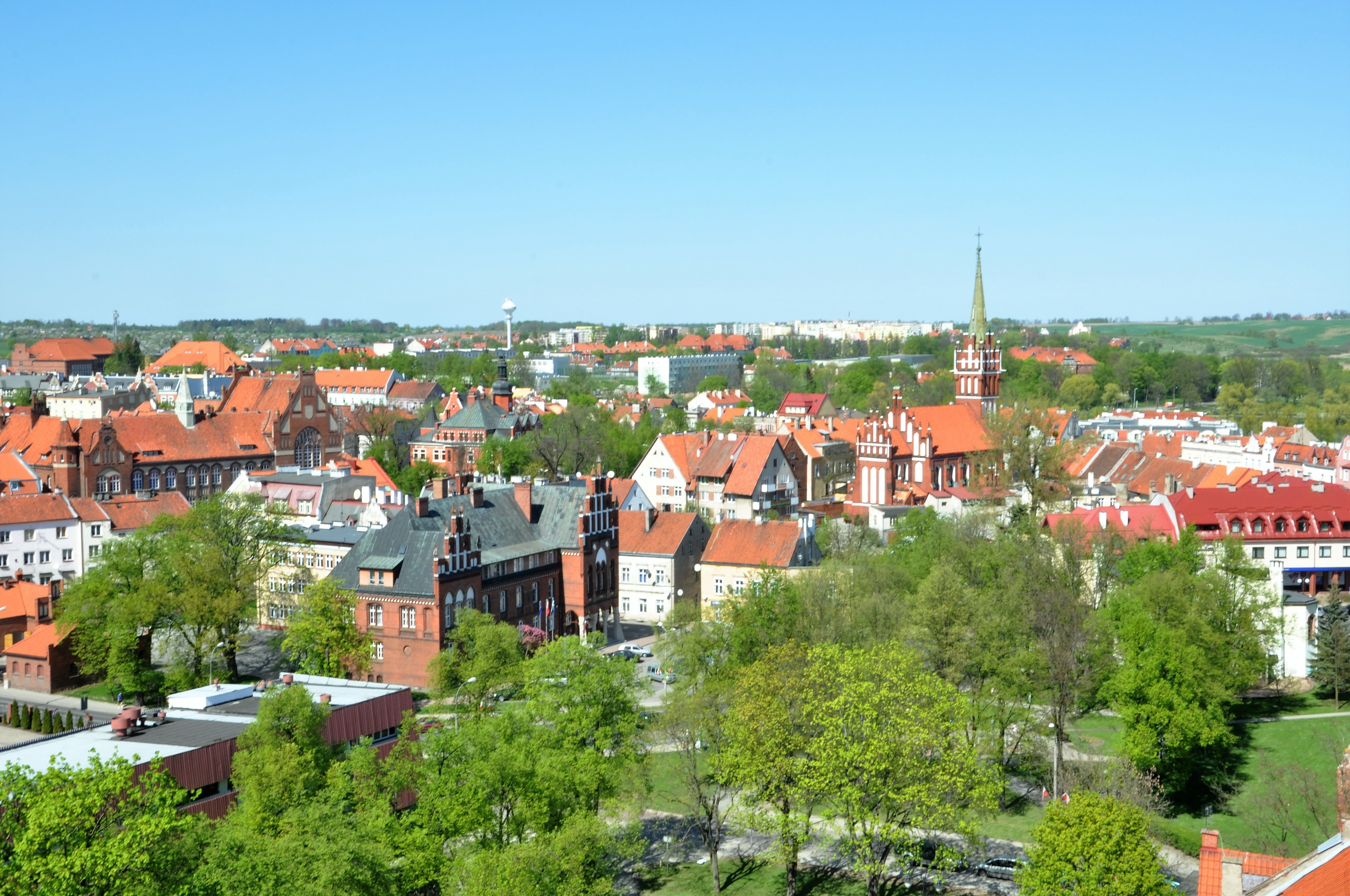
Kętrzyn
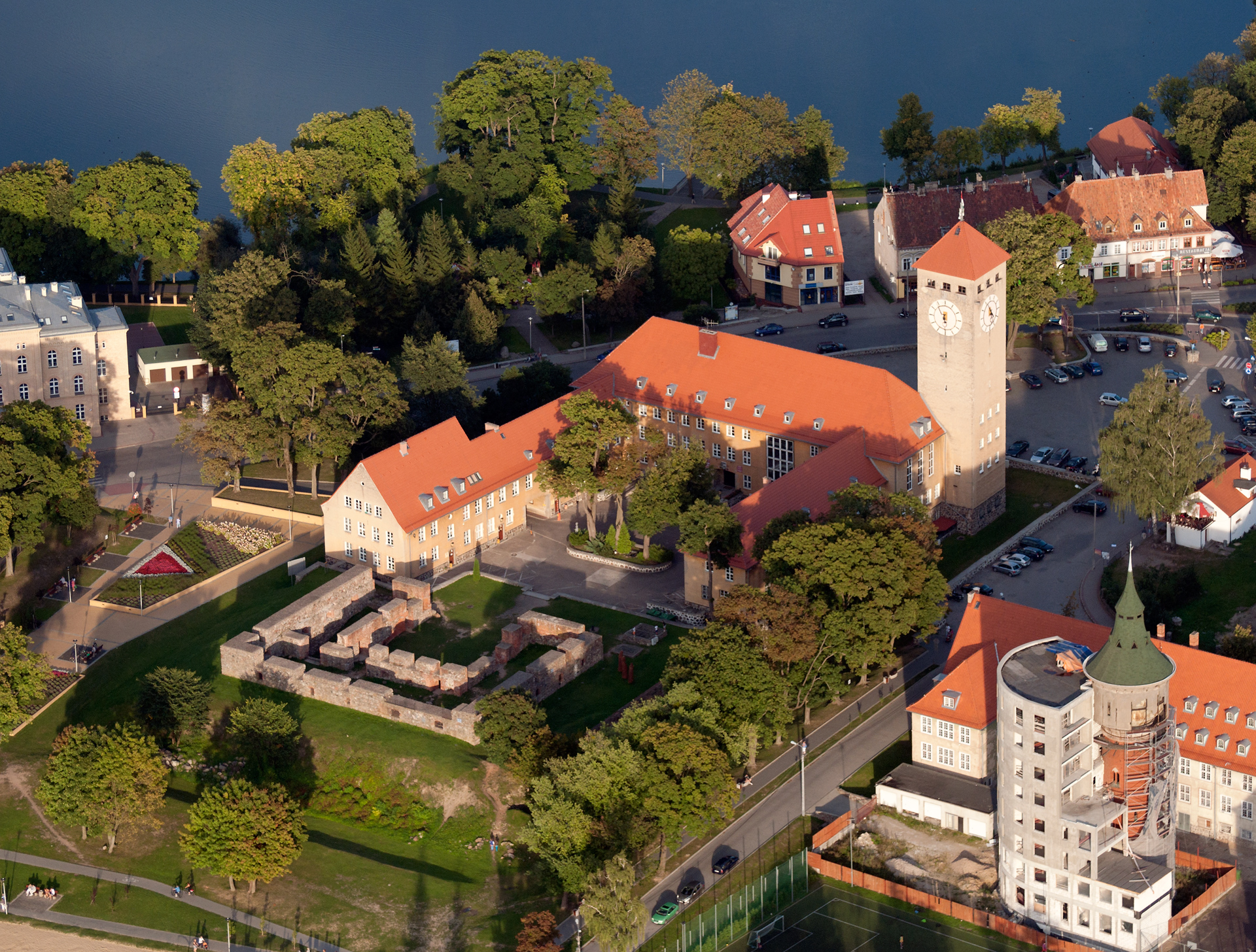
Szczytno
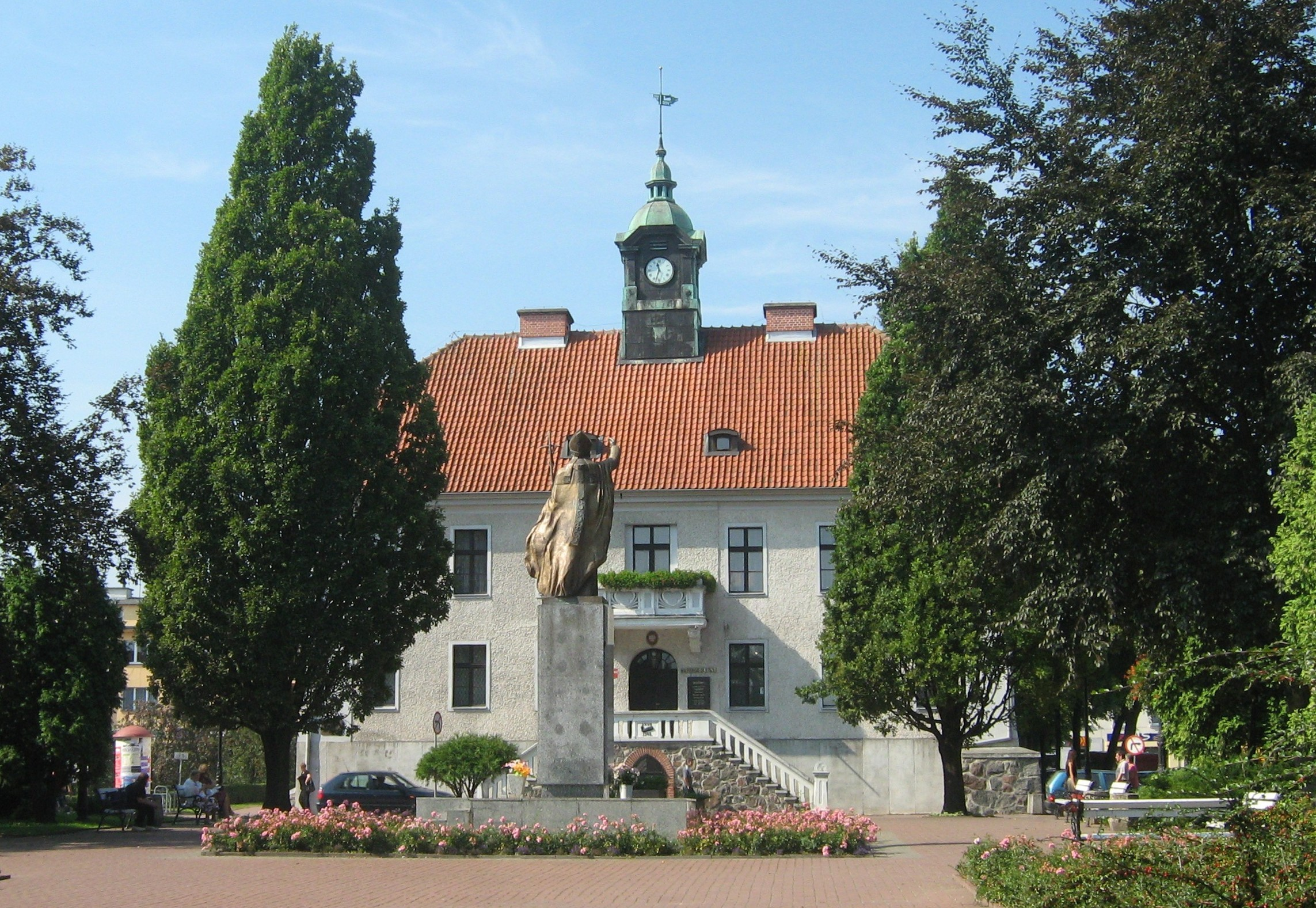
Mrągowo